# CUTE (Satellit)

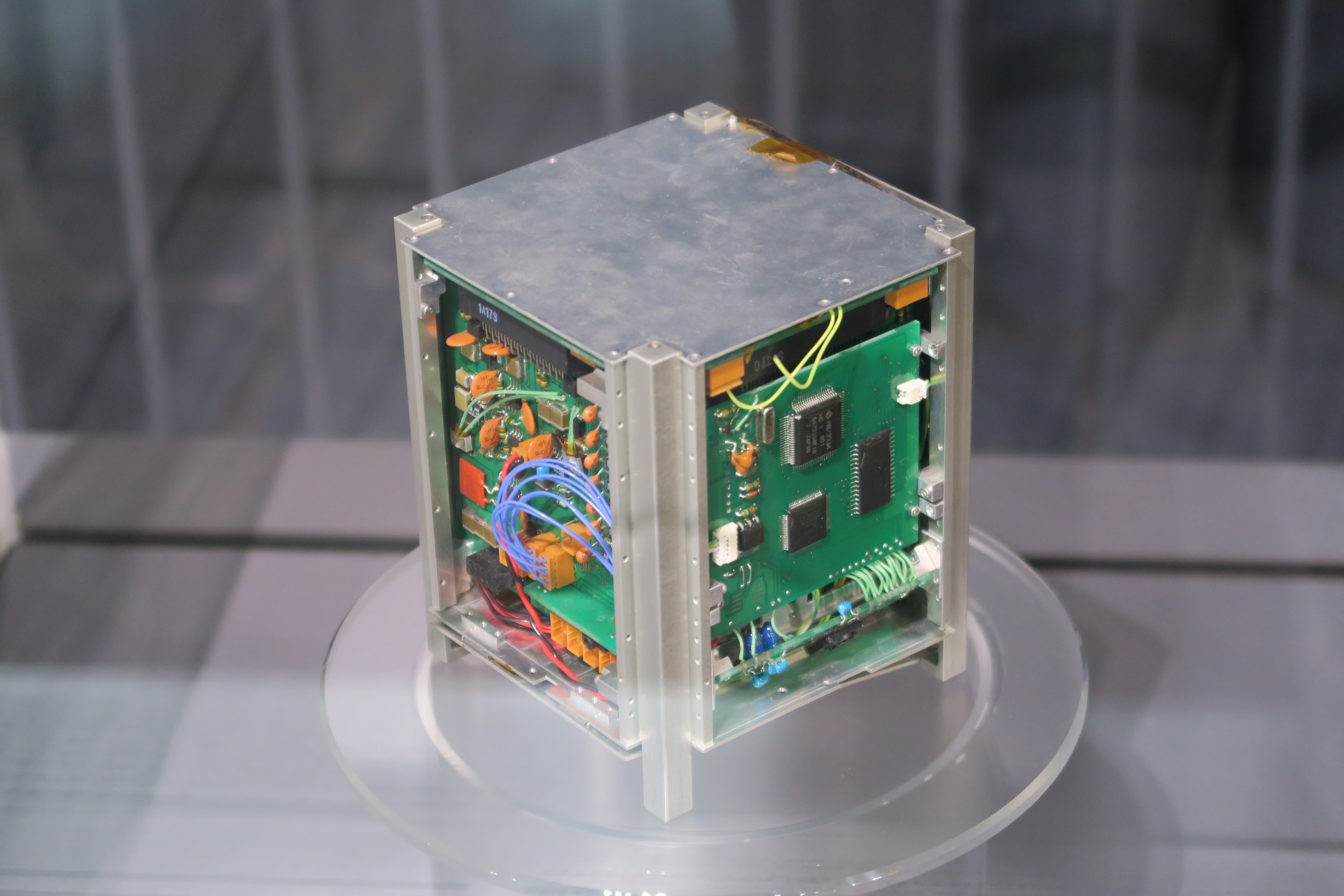
CUTE-1

CUTE (CUbical Tokyo Tech Engineering satellite) ist die Bezeichnung von drei japanische Kleinsatelliten, die als studentisches Projekt an der Technischen Hochschule Tokio und als Amateurfunksatellit gebaut wurden.
Sie folgen dem Cubesat-Standard für Kleinsatelliten und haben die Form eines Würfels mit einer Kantenlänge von 10 Zentimetern.

## CUTE-1
Der Satellit CUTE-1 wurde am 30. Juni 2003 gestartet und ist auch als OSCAR 55 bekannt.

## CUTE-1.7
Zur Ausrüstung wurden viele handelsübliche Komponenten wie ein Hitachi NPD-20JWL PDA als Steuercomputer und ein USB-Hub zur Sensordatenerfassung eingesetzt.
Sie tragen ebenfalls ein Experiment zur Beobachtung geladener Teilchen im Erdorbit, das auf einer Avalanche-Photodiode basiert. Daher der Namenszusatz APD in der Typbezeichnung.

### CUTE-1.7 + APD
CUTE-1.7 + APD (OSCAR 56) wurde am 21. Februar 2006 mit einer japanischen M-V gestartet. Wenige Tage später traten Probleme mit der Satellitenkommunikation auf.

### CUTE-1.7 + APD II
CUTE-1.7 + APD II (OSCAR 65) wurde am 28. April 2008 mit einer indischen Rakete vom Typ Polar Satellite Launch Vehicle gestartet.